# Alvaradoa amorphoides
Alvaradoa amorphoides es una especie de planta, anteriormente colocada en la familia Simaroubaceae pero se ha cambiado a la familia Picramniaceae. Es originaria de México y también del sur de Florida, donde está considerada en peligro de extinción.

## Descripción
Son arbustos a árboles pequeños de 3 a 8 m de altura. Plantas dioicas. Hojas pinnadas, generalmente con 20–50 folíolos, folíolos elíptico-oblongos, de 8–30 mm de largo y 7–11 mm de ancho, verde obscuros y glabros en la haz, verde pálidos, glaucos y puberulentos en el envés. Las inflorescencias en racimos de 10–25 cm de largo; sépalos 5, 1–2 mm de largo, velloso-puberulentos; pétalos ausentes; estambres 5, filamentos 3–5 mm de largo; estilos 2–3, ovario 2–3 carpelar, óvulos 2 por lóculo. Fruto una cápsula samaroide con 1 semilla y generalmente con 2 alas; semillas café obscuras.
Las hojas están divididas, parecen plumas redondeadas. Las flores son verdes o blanco-amarillentas, muy pequeñas y en racimos colgantes. Los frutos se ven también como racimos alargados y colgantes, tienen una ala membranosa, alargada y con pelos.

## Distribución y hábitat
Es originario de México, donde habita en climas cálidos, semicálidos y templados entre los 5 y los 1000 metros. Planta silvestre, está asociada a bosques tropicales caducifolios, subcaducifolio, subperennifolio y perennifolios; bosque espinoso, bosque mesófilo de montaña; bosques de encino y de pino.

## Medicina popular
A esta planta se le emplea popularmente en el sureste de la república mexicana (Quintana Roo y Yucatán) y en el estado de México para aliviar la comezón y en general afecciones de la piel como granos, sarna, tiña y dermatitis.[cita requerida]
La parte más empleada de la planta es la corteza. Se toma un té elaborado con ésta, para curar la tos y como digestivo; si a éste se le agregan las hojas, entonces se emplea en casos de dermatitis.

## Historia
En el siglo XX, Maximino Martínez la indica contra abscesos, antiescabiático, antiprurítico, antirreumático, eupéptico contra dermatosis y tiña. Posteriormente, Narciso Souza refiere: "el cocimiento de su corteza es usado como tónico para el tubo digestivo".

## Principios activos
Sólo la raíz ha sido investigada detectándose el ácido crisofánico, el crisofaneín y el triterpeno chaparrín.

## Taxonomía
Alvaradoa amorphoides fue descrita por Frederik Michael Liebmann y publicado en Videnskabelige Meddelelser fra Dansk Naturhistorisk Forening i Kjøbenhavn 1853(3–4): 101–103. 1853[1854].
Sinonimia
- Picramnia filipetala Turcz.[3]

## Nombres comunes
Ardillo tamarindillo, camarón, cola de ardilla, palo bermejo, palo de hormiga, pie de gallo.